# Alessandro Merletti i Quaglia
Alessandro Merletti i Quaglia (Alexandre Merletti) (Torí, Itàlia 1860 - Barcelona, 1943) va ser un fotògraf italià establert a Barcelona.
És considerat un dels pioners del fotoperiodisme a Catalunya. Els seus reportatges gràfics van deixar testimoni dels esdeveniments polítics, socials, culturals, esportius i dels espectacles més rellevants de l'època a Barcelona. Destaquen les seves imatges preses del judici a Ferrer i Guardia a la presó Model de Barcelona el 1909, malgrat la prohibició del tribunal, aparegudes a la premsa internacional.

## Biografia
Alessandro Merletti va néixer en el si d'una família d'empresaris tèxtils a Torí, Itàlia. De jove va emigrar a Buenos Aires (Argentina), on va començar a treballar com a fotògraf especialitzat en ferrotípies. Posteriorment, es va establir a Barcelona, on va treballar com a rellotger. Aquest ofici l'abandonaria després d'un robatori a la seva botiga, per dedicar-se novament a la fotografia professional. El 1903 va néixer el seu fill Camilo, qui també treballaria com a reporter gràfic, col·laborant amb el seu pare fins que aquest es va retirar professionalment.

## Obra
Tot i que va treballar com a fotògraf més de 50 anys, el període de major activitat de Alessandro Merletti s'inicia al voltant de 1910, amb col·laboracions habituals en diversos mitjans impresos de l'època i ja com a professional reconegut després de la publicació de les seves fotografies del judici a Ferrer i Guardia. Merletti va aconseguir aquestes imatges gràcies a una petita càmera amagada, tot i la prohibició de les autoritats i les dificultats tècniques derivades de la manca de llum.
Merletti recull amb les seves fotografies tant fets d'actualitat, com actes oficials, imatges comercials o del carrer. A partir de 1931, en relació amb els canvis socials i polítics que va comportar la proclamació de la II República, la feina dels reporters gràfics s'intensifica. En aquest moment, Camilo comença a treballar assíduament com a reporter gràfic, signant també les seves imatges sota el nom de Merletti.
Amb l'esclat de la guerra civil el 1936, els reporters gràfics, entre ells els Merletti, s'organitzen per poder dur a terme la seva tasca informativa i es crea un fons comú d'originals fotogràfics, per a la seva distribució entre els mitjans de comunicació per la seva difusió, sense el nom de l'autor. Les imatges dels Merletti d'aquests anys documenten principalment empreses col·lectivitzades, cooperatives agrícoles i fàbriques de tota classe de la zona de Barcelona, i no pas el front de guerra o els combats. Durant el conflicte, Alessandro es va retirar de la fotografia professional, mentre que Camilo va continuar com a reporter gràfic per a El Correo Catalán fins a la seva jubilació en 1972.
En col·laboració amb el seu fill Camilo, també reporter gràfic, les seves imatges van aparèixer en publicacions nacionals i internacionals, com ara La Hormiga de Oro, El Día Gráfico, El Noticiero Universal, Diario de Barcelona, La Vanguardia, La Esfera, Blanco y Negro, l'argentina Caras y Caretas, L'Ilustration Française, Daily Mirror o L'Illustrazione Italiana.
La major part del fons Merletti es conserva a l'Arxiu Històric Fotogràfic de l'Institut d'Estudis Fotogràfics de Catalunya. Aquest fons està format per més de 6.400 imatges, fonamentalment negatius, preses per Alessandro i Camilo Merletti aproximadament entre els anys 1909 i 1953.